# Luisa Carlotta di Meclemburgo-Schwerin
Luisa Carlotta di Meclemburgo-Schwerin (Schwerin, 19 novembre 1779 – Gotha, 4 gennaio 1801) divenne, per matrimonio, duchessa ereditaria di Sassonia-Gotha-Altenburg.

## Biografia
Era la figlia maggiore del duca Federico Francesco I di Meclemburgo-Schwerin, successivamente divenuto il primo granduca di Meclemburgo-Schwerin, e di sua moglie Luisa, nata principessa di Sassonia-Gotha-Altenburg.
Inizialmente fu promessa, per un breve periodo, al re Gustavo IV Adolfo di Svezia, su iniziativa di Gustaf Adolf Reuterholm, che era reggente de facto del regno di Svezia. Egli sperava, in tal modo, di mantenere la propria influenza anche dopo il raggiungimento da parte del sovrano della maggiore età, facendolo sposare ad una principessa che per questo avrebbe sempre mantenuto un debito di riconoscenza nei suoi confronti. Inizialmente lo stesso Gustavo sembrò favorevole al fidanzamento, che venne celebrato dalle corti di Stoccolma e di Schwerin, mentre il nome di Luisa Carlotta cominciò a esser menzionato nelle preghiere della chiesa luterana svedese. Tuttavia l'imperatrice Caterina II di Russia sperava che fosse sua nipote Alessandra a divenire regina di Svezia, e mostrò pertanto avversione contro questa progettata unione. Per questo molti iniziarono a riferire al sovrano che la sua fidanzata, che egli non aveva mai visto, non fosse bella. Cosicché questi, quando raggiunse la maggiore età nel 1797, ruppe il fidanzamento. Federico domandò allora una compensazione, che venne raggiunta nel 1803, quando, con il trattato di Malmö, la città tedesca di Wismar, sino a quel momento sotto la sovranità svedese, venne ceduta al Meclemburgo-Schwerin.

### Matrimonio
Nel 1797 Luisa Carlotta sposò il duca ereditario Augusto di Sassonia-Gotha-Altenburg. Il suo sposo proveniva dalla stessa famiglia di sua madre, avendo in comune con Luisa Carlotta i propri bisnonni, il duca Federico II di Sassonia-Gotha-Altenburg e sua moglie. Si trattò di un'unione organizzata contro la sua volontà, e rivelatasi infelice. Suo marito abusava di lei ma, pur volendo lasciarlo, Luisa Carlotta venne costretta dalla sua famiglia a rimanere a Gotha. Ella venne descritta come molto bionda, non attraente, un po' gobba ma anche spiritosa, talentuosa, colta e di modi piacevoli, anche se più aperta rispetto agli ideali dell'epoca.
Luisa Carlotta morì, prima che il marito divenisse, nel 1804, duca di Sassonia-Gotha-Altenburg. L'unica figlia nata dal suo matrimonio con Augusto, Luisa di Sassonia-Gotha-Altenburg, sposò successivamente il duca Ernesto I di Sassonia-Coburgo-Gotha.

## Ascendenza
|                                              |                                         |                                                         | Genitori                                      |  |  | Nonni |  |  | Bisnonni                                      |  |  | Trisnonni                        |  |
|                                              |                                         |                                                         |                                               |  |  |       |  |  | Cristiano Ludovico II di Meclemburgo-Schwerin |  |  | Federico di Meclemburgo-Schwerin |  |
|                                              |                                         |                                                         |                                               |  |  |       |  |  | Cristiano Ludovico II di Meclemburgo-Schwerin |  |  | Federico di Meclemburgo-Schwerin |  |
|                                              |                                         | Cristina Guglielmina d'Assia-Homburg                    |                                               |  |  |       |  |  | Cristiano Ludovico II di Meclemburgo-Schwerin |  |  |                                  |  |
| Luigi di Meclemburgo-Schwerin                |                                         |                                                         |                                               |  |  |       |  |  | Cristiano Ludovico II di Meclemburgo-Schwerin |  |  |                                  |  |
|                                              |                                         | Gustava Carolina di Meclemburgo-Strelitz                | Adolfo Federico II di Meclemburgo-Strelitz    |  |  |       |  |  |                                               |  |  |                                  |  |
|                                              |                                         | Gustava Carolina di Meclemburgo-Strelitz                | Adolfo Federico II di Meclemburgo-Strelitz    |  |  |       |  |  |                                               |  |  |                                  |  |
|                                              |                                         | Gustava Carolina di Meclemburgo-Strelitz                | Maria di Meclemburgo-Güstrow                  |  |  |       |  |  |                                               |  |  |                                  |  |
| Federico Francesco I di Meclemburgo-Schwerin |                                         | Gustava Carolina di Meclemburgo-Strelitz                |                                               |  |  |       |  |  |                                               |  |  |                                  |  |
|                                              |                                         | Francesco Giosea di Sassonia-Coburgo-Saalfeld           | Giovanni Ernesto di Sassonia-Coburgo-Saalfeld |  |  |       |  |  |                                               |  |  |                                  |  |
|                                              |                                         | Francesco Giosea di Sassonia-Coburgo-Saalfeld           | Giovanni Ernesto di Sassonia-Coburgo-Saalfeld |  |  |       |  |  |                                               |  |  |                                  |  |
|                                              |                                         | Francesco Giosea di Sassonia-Coburgo-Saalfeld           | Carlotta Giovanna di Waldeck-Wildungen        |  |  |       |  |  |                                               |  |  |                                  |  |
| Carlotta Sofia di Sassonia-Coburgo-Saalfeld  |                                         | Francesco Giosea di Sassonia-Coburgo-Saalfeld           |                                               |  |  |       |  |  |                                               |  |  |                                  |  |
|                                              |                                         | Anna Sofia di Schwarzburg-Rudolstadt                    | Luigi Federico I di Schwarzburg-Rudolstadt    |  |  |       |  |  |                                               |  |  |                                  |  |
|                                              |                                         | Anna Sofia di Schwarzburg-Rudolstadt                    | Luigi Federico I di Schwarzburg-Rudolstadt    |  |  |       |  |  |                                               |  |  |                                  |  |
|                                              |                                         | Anna Sofia di Schwarzburg-Rudolstadt                    | Anna Sofia di Sassonia-Gotha-Altenburg        |  |  |       |  |  |                                               |  |  |                                  |  |
| Luisa Carlotta di Meclemburgo-Schwerin       |                                         | Anna Sofia di Schwarzburg-Rudolstadt                    |                                               |  |  |       |  |  |                                               |  |  |                                  |  |
|                                              | Federico II di Sassonia-Gotha-Altenburg | Federico I di Sassonia-Gotha-Altenburg                  |                                               |  |  |       |  |  |                                               |  |  |                                  |  |
|                                              | Federico II di Sassonia-Gotha-Altenburg | Federico I di Sassonia-Gotha-Altenburg                  |                                               |  |  |       |  |  |                                               |  |  |                                  |  |
|                                              | Federico II di Sassonia-Gotha-Altenburg | Maddalena Sibilla di Sassonia-Weissenfels               |                                               |  |  |       |  |  |                                               |  |  |                                  |  |
| Giovanni Augusto di Sassonia-Gotha-Altenburg | Federico II di Sassonia-Gotha-Altenburg |                                                         |                                               |  |  |       |  |  |                                               |  |  |                                  |  |
|                                              |                                         | Maddalena Augusta di Anhalt-Zerbst                      | Carlo Guglielmo di Anhalt-Zerbst              |  |  |       |  |  |                                               |  |  |                                  |  |
|                                              |                                         | Maddalena Augusta di Anhalt-Zerbst                      | Carlo Guglielmo di Anhalt-Zerbst              |  |  |       |  |  |                                               |  |  |                                  |  |
|                                              |                                         | Maddalena Augusta di Anhalt-Zerbst                      | Sofia di Sassonia-Weissenfels                 |  |  |       |  |  |                                               |  |  |                                  |  |
| Luisa di Sassonia-Gotha-Altenburg            |                                         | Maddalena Augusta di Anhalt-Zerbst                      |                                               |  |  |       |  |  |                                               |  |  |                                  |  |
|                                              |                                         | Enrico I di Reuss-Schleiz                               | …                                             |  |  |       |  |  |                                               |  |  |                                  |  |
|                                              |                                         | Enrico I di Reuss-Schleiz                               | …                                             |  |  |       |  |  |                                               |  |  |                                  |  |
|                                              |                                         | Enrico I di Reuss-Schleiz                               | …                                             |  |  |       |  |  |                                               |  |  |                                  |  |
| Luisa di Reuss-Schleiz                       |                                         | Enrico I di Reuss-Schleiz                               |                                               |  |  |       |  |  |                                               |  |  |                                  |  |
|                                              |                                         | Giuliana Dorotea Luisa di Löwenstein-Wertheim-Virneburg | …                                             |  |  |       |  |  |                                               |  |  |                                  |  |
|                                              |                                         | Giuliana Dorotea Luisa di Löwenstein-Wertheim-Virneburg | …                                             |  |  |       |  |  |                                               |  |  |                                  |  |
|                                              |                                         | Giuliana Dorotea Luisa di Löwenstein-Wertheim-Virneburg | …                                             |  |  |       |  |  |                                               |  |  |                                  |  |
|                                              |                                         | Giuliana Dorotea Luisa di Löwenstein-Wertheim-Virneburg |                                               |  |  |       |  |  |                                               |  |  |                                  |  |